# Ryan Fitzpatrick
Ryan Joseph Fitzpatrick (* 24. November 1982 in Gilbert, Arizona) ist ein ehemaliger US-amerikanischer American-Football-Spieler auf der Position des Quarterbacks. Er spielte College Football für Harvard und stand bei insgesamt neun Teams in der National Football League (NFL) von 2005 bis 2021 unter Vertrag.

## Karriere

### College
Nachdem er die Highland High School in Gilbert absolviert hatte, besuchte Ryan Fitzpatrick die Harvard University in Cambridge, Massachusetts und spielte College Football für das dortige Team, die Crimsons. Seine beiden letzten Saisons in Harvard beendete er mit einer Bilanz von 15 Siegen und nur einer Niederlage. Er erreichte bei 384 Pässen über 5.234 Yards 39 Touchdowns für die Crimsons. Er hält den Harvard-Rekord für erlaufene und per Pass überbrückte Yards mit 6.721.

### NFL

#### St. Louis Rams
Im NFL Draft 2005 wurde Ryan Fitzpatrick in der siebten Runde an 250. Stelle von den St. Louis Rams ausgewählt. Damit ist er der bislang einzige Quarterback aus Harvard, der in der NFL gespielt hat. Am 27. November 2005 gab er sein Debüt in der NFL, als er im zweiten Viertel im Spiel gegen die Houston Texans den verletzten Quarterback Jamie Martin ersetzte. In diesem Spiel führte Fitzpatrick sein Team von einem 3:24 Halbzeitrückstand zu einem 33:27-Sieg in der Verlängerung. Dabei erzielte er 310 Yards und drei Touchdowns und war damit der erst fünfte Spieler in der NFL, der bei seinem Debüt Pässe über mehr als 300 Yards warf.
In den Spielzeiten 2005 und 2006 war er bei fünf Spielen im Einsatz.

#### Cincinnati Bengals
Am 1. September 2007 wurde Ryan Fitzpatrick für einen Pick in der siebten Runde des Drafts 2008 zu den Cincinnati Bengals getauscht, wo er den Platz hinter Quarterback Carson Palmer einnahm. In der Saison 2007 wurde er in einem Spiel und in der folgenden Saison in 13 Spielen eingesetzt.

#### Buffalo Bills
Im Februar 2009 unterzeichnete Fitzpatrick einen Vertrag als Free Agent mit den Buffalo Bills. Bei den Bills spielte er 2009 zehn Spiele und 2010 13 Spiele. In den beiden folgenden Spielzeiten war er bei allen Spielen im Einsatz.

#### Tennessee Titans
2013 wurde er von den Bills entlassen und unterschrieb einen Zweijahresvertrag bei den Tennessee Titans. Bei den Titans spielte er elf Spiele.

#### Houston Texans
Er wechselte im März 2014 zu den Houston Texans, für die er zwölf Spiele bestritt.

#### New York Jets
Nach nur einem Jahr bei den Houston Texans wurde Fitzpatrick im März 2015 zu den New York Jets abgegeben. Dort war er als Backup für Geno Smith vorgesehen, der sich jedoch in der Preseason verletzte. Somit stieg Fitzpatrick zum Starting-Quarterback auf und stellte in seiner ersten Spielzeit für die Jets persönliche Bestwerte für geworfene Yards (3.905) und Touchdowns (31) auf. Durch diese Leistungen verlängerten die Jets seinen Vertrag um weitere zwei Jahre. Am 19. Oktober 2016 wurde Fitzpatrick durch Geno Smith ersetzt.

#### Tampa Bay Buccaneers

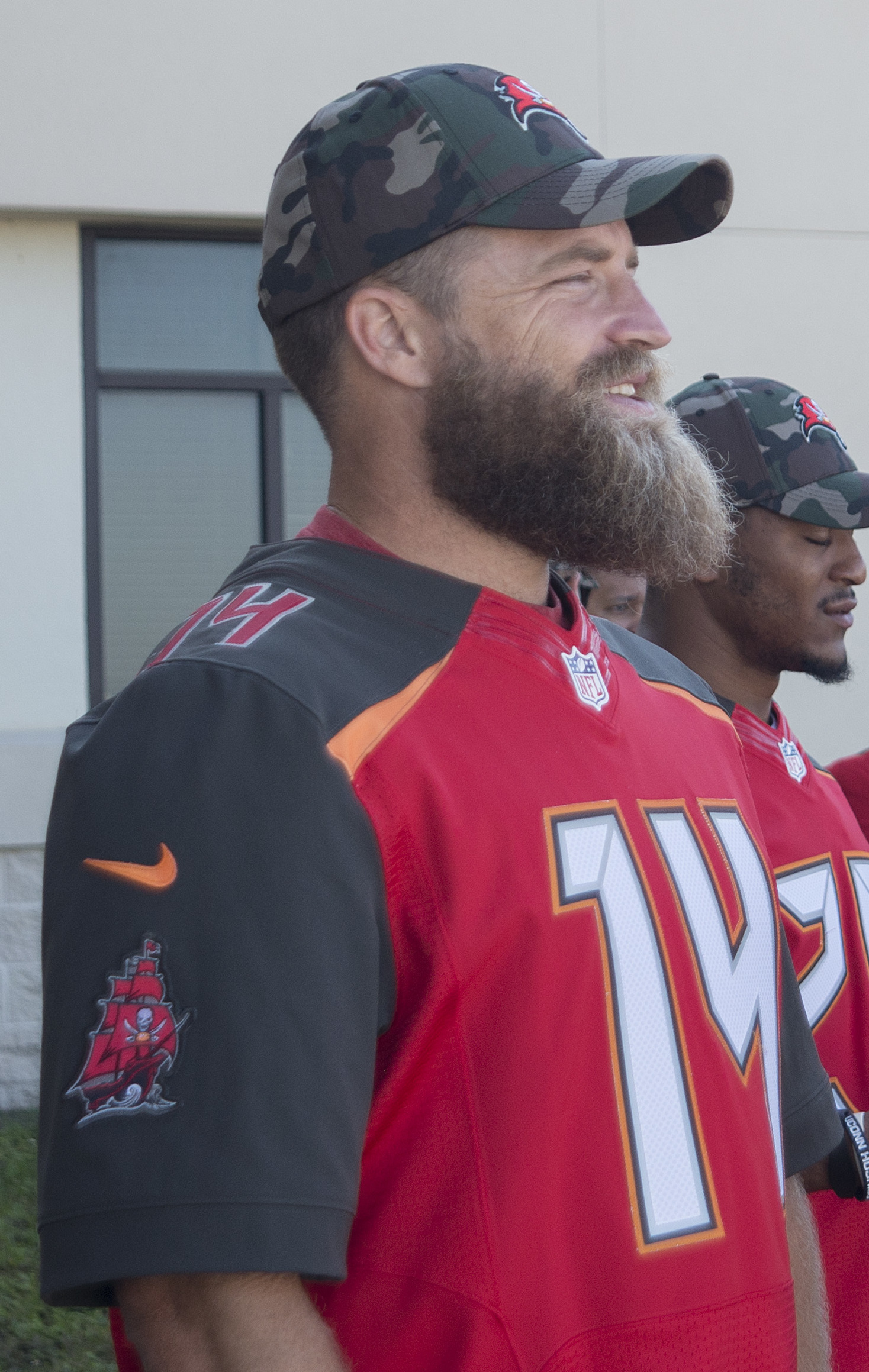
Fitzpatrick bei den Buccaneers (2018)

Im Mai 2017 unterzeichnete er einen Ein-Jahres-Vertrag bei den Tampa Bay Buccaneers und war in sechs Spielen im Einsatz.
Sein Vertrag wurde im Mai 2018 um ein weiteres Jahr verlängert. Aufgrund einer Sperre des Franchise-Quarterbacks Jameis Winston starteten die Buccaneers mit Fitzpatrick in die Saison 2018. Dieser konnte mit drei aufeinanderfolgenden Spielen mit mehr als 400 Passing Yards einen neuen NFL-Rekord aufstellen. Aufgrund hervorragender Leistungen wurde Fitzpatrick sowohl in Woche 1 als auch in Woche 2 zum NFC Offensive Player of The Week ernannt. Insgesamt spielte er acht Mal.

#### Miami Dolphins
Am 18. März 2019 gaben die Dolphins seine Verpflichtung bekannt. In der Vorsaison setzte er sich gegen Josh Rosen durch und war Starting Quarterback in den ersten beiden Wochen. In den Wochen 3 bis 6 wurde er durch Rosen ersetzt. Dieser musste jedoch diese Position bis zum Ende der Saison wieder an Fitzpatrick abgeben.
Fitzpatrick ging als Starting Quarterback der Dolphins in die Saison 2020, dabei sollte er als Übergangslösung dienen, bevor der in Runde 1 gedraftete Tua Tagovailoa zum Einsatz kommen würde. Ab dem achten Spieltag übernahm Tagovailoa als Starter. Wegen schwacher Leistungen von Tagovailoa kam Fitzpatrick auch danach noch gelegentlich zum Einsatz und führte die Dolphins dabei am 16. Spieltag zu einem Comeback-Sieg gegen die Las Vegas Raiders. Miami verpasste in dieser Saison die Play-offs mit einer Bilanz von 10–6 knapp. Fitzpatrick stand in neun Spielen auf dem Feld, davon sieben Mal als Starter. Er brachte 68,5 % seiner Pässe an und erzielte dabei 2091 Yards Raumgewinn und 13 Touchdowns bei acht Interceptions.

#### Washington Football Team
Im März 2021 nahm das Washington Football Team Fitzpatrick unter Vertrag.
Am ersten Spieltag verletzte er sich bei der 16:20-Niederlage gegen die Los Angeles Chargers an der Hüfte und wurde daraufhin auf die Injured Reserve List gesetzt. Aufgrund dieser Verletzung wurde er operiert und verpasste die komplette restliche Saison.
Nach der Saison beendete er seine Karriere.

### NFL Statistiken
| Passspiel  | Passspiel                | Passspiel       | Passspiel        | Passspiel | Passspiel | Passspiel | Passspiel  | Passspiel     | Passspiel |
| Jahr       | Team                     | Spiele gespielt | Pässe angekommen | Versuche  | %         | Yards     | Touchdowns | Interceptions | Rating    |
| ---------- | ------------------------ | --------------- | ---------------- | --------- | --------- | --------- | ---------- | ------------- | --------- |
| 2005       | St. Louis Rams           | 4               | 76               | 135       | 56,3      | 777       | 4          | 8             | 58,2      |
| 2006       | St. Louis Rams           | 1               | 0                | 0         | 0         | 0         | 0          | 0             | 0,0       |
| 2007       | Cincinnati Bengals       | 1               | 0                | 0         | 0         | 0         | 0          | 0             | 0,0       |
| 2008       | Cincinnati Bengals       | 13              | 221              | 372       | 59,4      | 1.905     | 8          | 9             | 70,0      |
| 2009       | Buffalo Bills            | 10              | 127              | 227       | 55,9      | 1.422     | 9          | 10            | 69,7      |
| 2010       | Buffalo Bills            | 13              | 255              | 441       | 57,8      | 3.000     | 23         | 15            | 81,8      |
| 2011       | Buffalo Bills            | 16              | 353              | 569       | 62,0      | 3.832     | 24         | 23            | 79,1      |
| 2012       | Buffalo Bills            | 16              | 306              | 505       | 60,6      | 3.400     | 24         | 16            | 83,3      |
| 2013       | Tennessee Titans         | 11              | 217              | 350       | 62,0      | 2.454     | 14         | 12            | 82,0      |
| 2014       | Houston Texans           | 12              | 197              | 312       | 63,1      | 2.483     | 17         | 8             | 95,3      |
| 2015       | New York Jets            | 16              | 335              | 552       | 59,8      | 3.905     | 31         | 15            | 88,0      |
| 2016       | New York Jets            | 14              | 228              | 403       | 56,6      | 2.710     | 12         | 17            | 69,6      |
| 2017       | Tampa Bay Buccaneers     | 6               | 96               | 163       | 58,9      | 1.103     | 7          | 3             | 86,0      |
| 2018       | Tampa Bay Buccaneers     | 8               | 164              | 246       | 66,7      | 2.366     | 17         | 12            | 100,4     |
| 2019       | Miami Dolphins           | 15              | 311              | 502       | 62,0      | 3.529     | 20         | 13            | 85,5      |
| 2020       | Miami Dolphins           | 9               | 183              | 267       | 68,5      | 2.091     | 13         | 8             | 95,6      |
| 2021       | Washington Football Team | 1               | 3                | 6         | 50,0      | 13        | 0          | 0             | 56,2      |
| NFL Gesamt | NFL Gesamt               | 166             | 3.072            | 5.060     | 60,7      | 34.990    | 223        | 169           | 82,3      |

Im Laufspiel erzielte Fitzpatrick 2.623 Yards und 21 Touchdowns bei 84 Fumbles, von denen 30 verloren gingen.

## Wirbel um IQ-Test
Wie die meisten NFL-Neulinge nahm auch Ryan Fitzpatrick am sogenannten Wonderlic Test, einem IQ-Test, teil. Über Fitzpatricks Testergebnis gab es unterschiedliche Berichte in den Medien. Während die offizielle Seite der NFL berichtete, Fitzpatrick habe die volle Punktzahl von 50 erreicht, sprach das Wall Street Journal von 48 Punkten, was immer noch weit über dem Durchschnitt liegt. Fitzpatrick selbst meinte, dass er die volle Punktzahl nicht erreicht haben könne, da er mindestens eine Frage ausgelassen habe.
Der einzige Spieler, der jemals den Test fehlerfrei bewältigt hat, ist der Punter Pat McInally, der ebenfalls Harvard besuchte und für die Cincinnati Bengals spielte.

## Privates
Ryan Fitzpatrick ist mit Liza Barber, Kapitänin der Frauenfußballmannschaft von Harvard, verheiratet und hat mit ihr sieben Kinder. Er hat zwei ältere Brüder, Brendon und Jason. Sein jüngerer Bruder Shaun spielte Tight End und Fullback an der Northern Arizona University.